# Titularbistum Simingi
Simingi ist ein Titularbistum der römisch-katholischen Kirche.
Es geht zurück auf einen untergegangenen Bischofssitz in der gleichnamigen antiken Stadt, die in der römischen Provinz Africa proconsularis (heute nördliches Tunesien) lag. Der Bischofssitz war der Kirchenprovinz Karthago zugeordnet.
| Titularbischöfe von Simingi |                                   |                                          |                    |                  |
| Nr.                         | Name                              | Amt                                      | von                | bis              |
| 1                           | Henry Joseph Kennedy              | Weihbischof in Brisbane (Australien)     | 14. September 1967 | 6. Dezember 1971 |
| 2                           | Odorico Leovigildo Sáiz Pérez OFM | Apostolischer Vikar von Requena (Peru)   | 26. November 1973  | 14. Oktober 2012 |
| 3                           | Galo Fernández Villaseca          | Weihbischof in Santiago de Chile (Chile) | 1. Februar 2014    | 21. März 2021    |
| 4                           | Josef Holtkotte                   | Weihbischof in Paderborn (Deutschland)   | 23. Juni 2021      |                  |